# Иисус, уповаю на Тебя (икона)

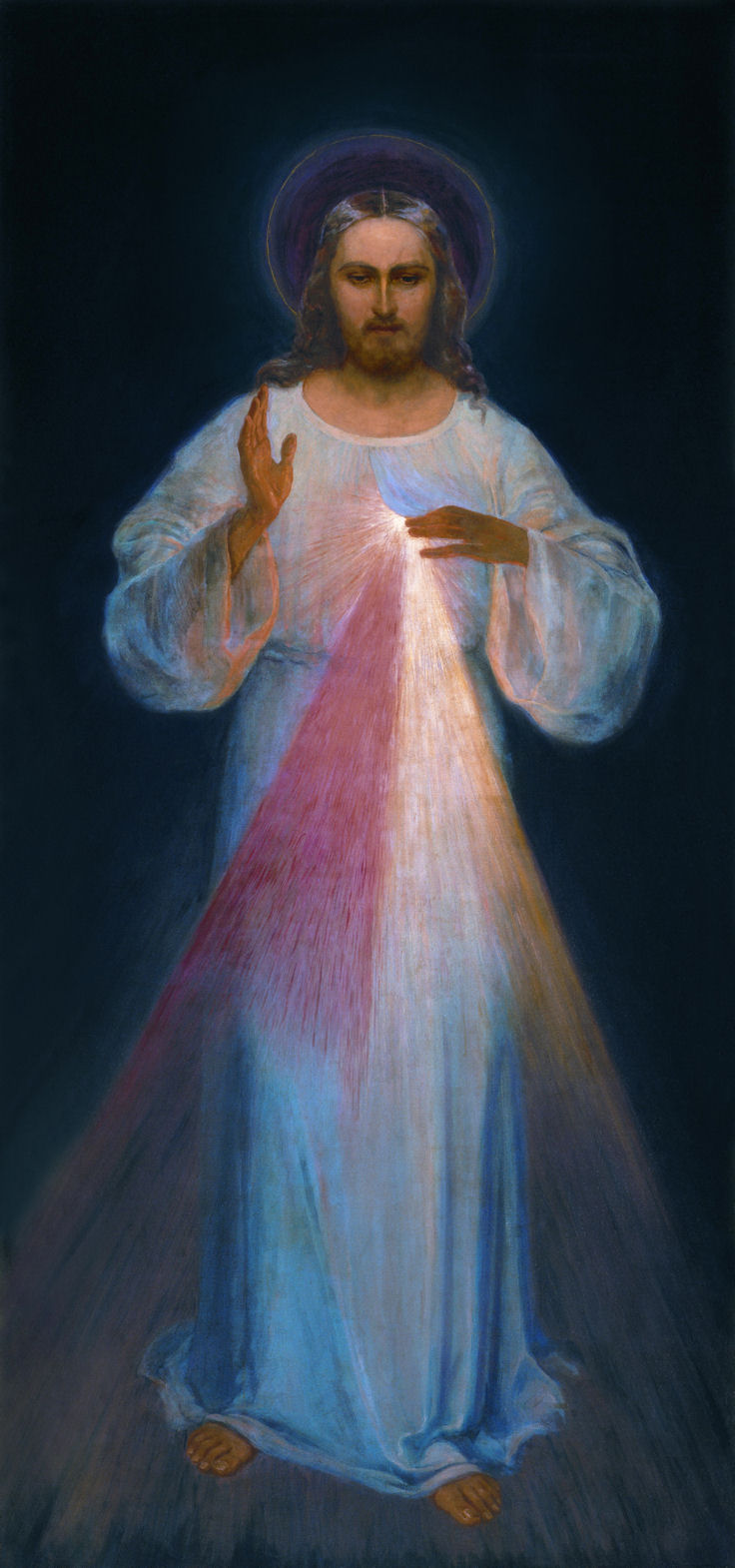
Икона «Иисус, уповаю на Тебя», автор Еугениуш Казимировский, 1934 г.

«Иисус, уповаю на Тебя» — особый тип современной католической иконографии, изображающющий Иисуса Христа в соответствии с видениями святой Фаустины Ковальской. Наравне с Венчиком, является одним из элементов почитания Божьего Милосердия. Имеет также названия «Образ Иисуса Милосердного», «Образ Божьего Милосердия».  

## История Образа
Согласно «Дневнику» Фаустины Ковальской, в котором описан духовный опыт святой, 22 февраля 1931 года, когда она пребывала в часовне плоцкого монастыря, ей явился Иисус Христос и объявил, что она должна нарисовать его образ:
Вечером, находясь в келье, я увидела Иисуса Христа, одетого в белое. Одна Его рука была поднята для благословения, а другая касалась одежды на груди. Из складки одежды на груди исходили два широких луча: один – красный, другой – бледный. В молчании я пристально смотрела на Господа, моя душа была наполнена страхом, но также и огромной радостью. Немного спустя Иисус мне сказал: Напиши образ, который ты видишь, и сделай надпись “Иисус, уповаю на Тебя”. Я хочу, чтобы этот образ вначале стал почитаем в вашей часовне, а потом – во всём мире»«Дневник, 47»
Существуют свидетельства, что сестра Фаустина пыталась написать образ самостоятельно при благословении матери-настоятельницы на стене своей кельи мелками, но осталась недовольна результатом.

## Образ кисти Е. Казимировского
Сестра Фаустина при поддержке отца Михаила Сопоцько в Вильно нашла художника, готового написать Образ Иисуса Милосердного. Им оказался Евгениуш Казимировский (1873–1939), польский живописец, известный как мастер станковой живописи, а также монументальных произведений. Работа над иконой началась в 1934 году при непосредственном участии сестры Фаустины. Размер картины соответствовал раме (2,6 × 1,38 м), которая ранее была подарена о. Михаилу Сопоцько. Надпись «Иисус, уповаю на тебя» была изображена не на самом полотне, а ниже. Сестре Фаустине получившаяся картина не понравилась, поскольку она, по её мнению, не передавала величие Иисуса:
Однажды, когда я была у художника, который пишет этот образ, и увидела, что образ не так прекрасен, как Иисус, я сильно этим опечалилась, однако скрыла это глубоко в сердце. Когда мы ушли от этого художника, мать настоятельница осталась в городе, чтобы сделать разные дела, а я одна вернулась домой. Я сразу же отправилась в часовню и сильно заплакала. Я сказала Господу: “Кто Тебя напишет таким прекрасным, каким Ты есть?” Тогда я услышала такие слова: Не в прелести красок или кисти заключается величие этого образа, а в Моей благодати»«Дневник, 313»

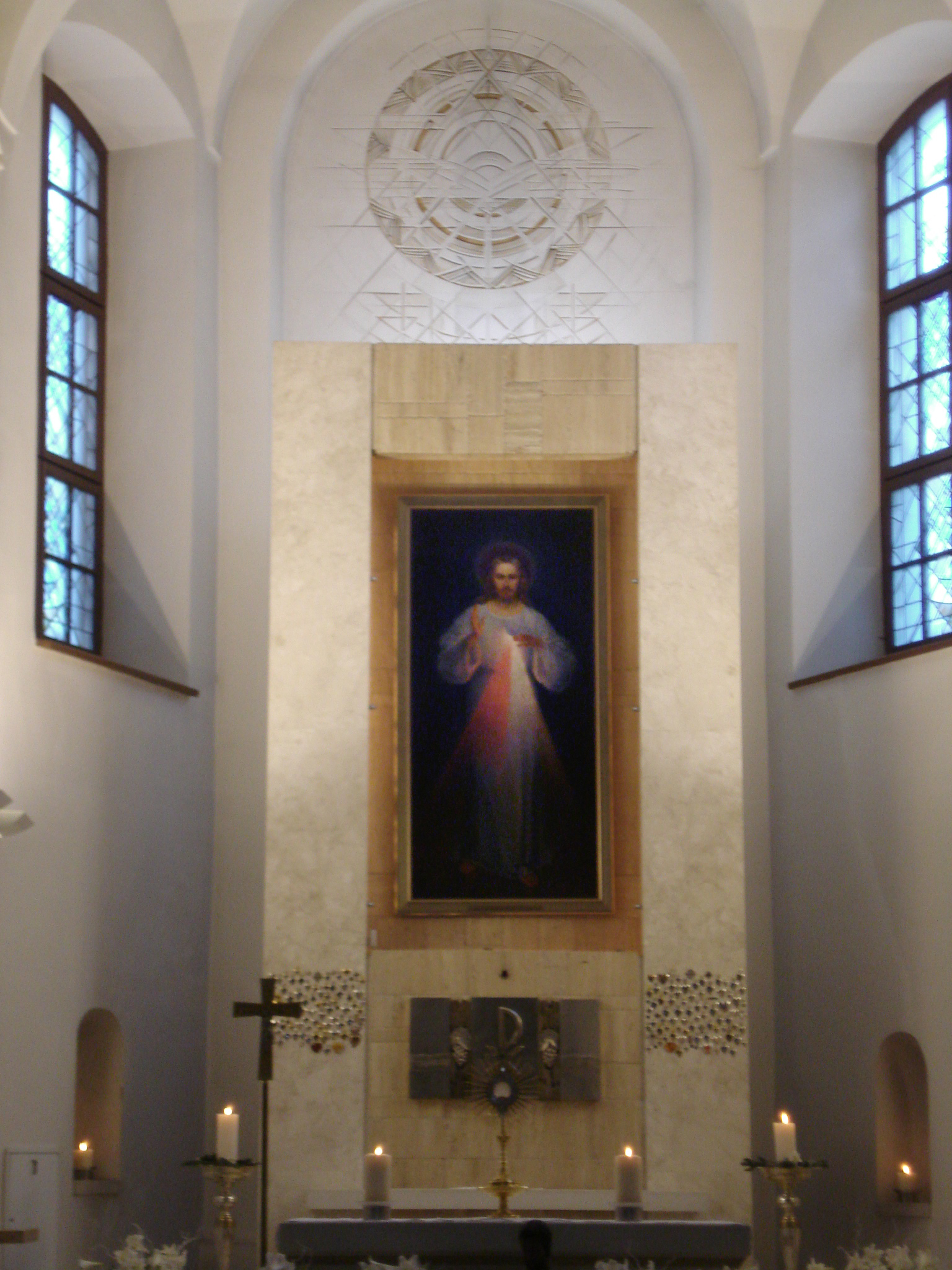
Образ в храме Милосердия Божия в Вильнюсе

Михаил Сопоцько вспоминал, что не решался повесить картину в церкви без разрешения архиепископа из-за её необычного содержания и сомнений относительно её происхождения. Поэтому он разместил её в тёмном коридоре рядом с церковью святого Михаила, настоятелем которой он тогда был. Однако, по настоянию сестры Фаустины, Образ всё же выставили в храме перед верующими в первое воскресенье после Пасхи в 1935 году в Вильнюсе в Острой браме. Вскоре его убрали, и только в 1937 году Сопоцько получил архиепископское благословение на установку Образа в костёле.
С 1937 по 1948 год Образ находился в костёле Святого Архангела Михаила, где служил Михаил Сопоцько. В 1947 году Сопоцько переехал в Белосток, в 1948 году костёл Святого Архангела Михаила был закрыт советской властью и преобразован в музей архитектуры. 
В 1951 году Образ выкупили прихожанки Янина Родзевич-Стефановская и Ядвига Старайте у литовского рабочего, занимавшегося строительными работами в бывшем храме. Позже Янина Родзевич была арестована и провела три года в тюрьме (по другим данным — была приговорена к десяти годам принудительных работ, но срок сократили). Всё это время Образ хранился на чердаке, что привело к его повреждению. В 1955 году реставратор Елена Шмигельская провела первую реконструкцию и создала точную копию иконы.
В 1956 году Янина Родзевич эмигрировала в Польшу и передала Образ Римско-католической церкви в костёл Святого Духа в Вильнюсе. Настоятель не был сторонником культа Образа Божьего Милосердия и не выставил его на обозрение. Позднее священник Юзеф Грасевич перевёз икону в костёл деревни Новая Руда (Беларусь), где она находилась 30 лет — сначала в храме, а затем на складе после его закрытия. Икона была подвешена под потолком, что уберегло её от повреждений. Лишь в 1986 году монахини и отец Грасевич тайно заменили оригинал на копию и перевезли Образ в Гродно, а затем обратно в Вильнюс, в костёл Святого Духа.
До 2001 года Образ имел ограниченный круг почитателей. Всё изменилось с возвращением в Вильнюс Конгрегации Сестёр Божьей Матери Милосердия, возобновивших чтение Венчика Божьего Милосердия. В 2003 году провели более точную реставрацию, убрав верхнюю вставку и восстановив надпись «Jezu ufam Tobie» на нижнем подрамнике, как было изначально. В 2005 году Образ перевезли в храм Милосердия Божия.

## Образ А. Хылы

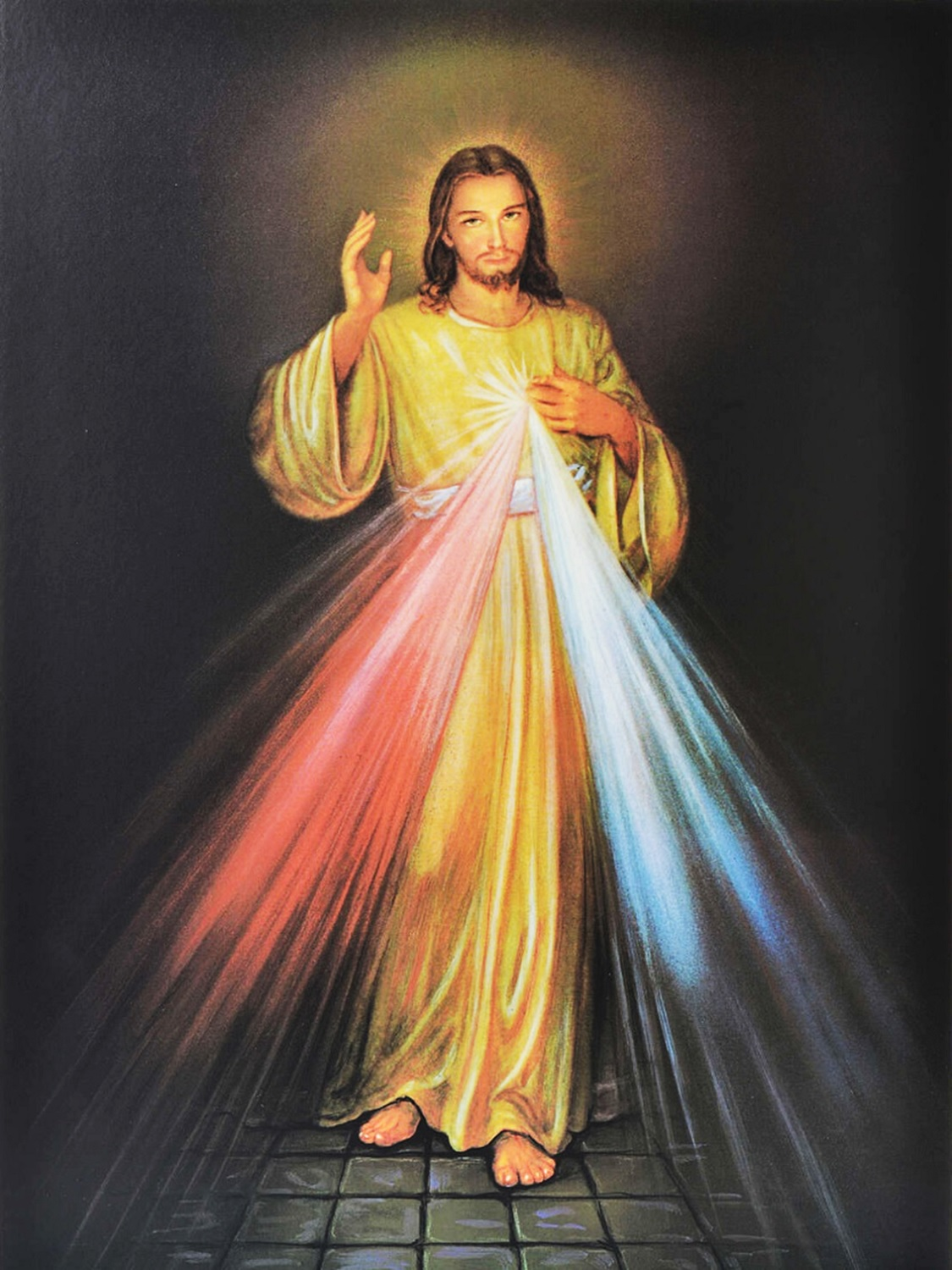
Образ кисти А. Хылы

Самый известный и почитаемый образ Иисуса Милосердного был создан в 1944 году польским художником Адольфом Казимежем Хылой. Хыла написал картину для санктуария в Лагевниках в знак благодарности за спасение своей семьи во время Второй мировой войны. Вдохновением для него послужили «Дневник» сестры Фаустины и репродукция картины Евгения Казимировского. Существует два варианта образа, созданных Хылой. Первый из-за большого размера его нельзя было разместить в храме, поэтому художник создал второй, более компактный вариант (2,22 × 0,95 м). Отец Михаил Сопоцько критически отнёсся к картине Хылы, считая её не соответствующей евангельскому описанию и видениям Фаустины. Он полагал, что Иисус должен быть изображён входящим в Горницу Тайной Вечери, тогда как у Хылы фон представлял собой карпатский пейзаж. В 1952 году художник изменил фон, изобразив интерьер с каменным полом и тёмными стенами. Именно эта версия была размещена в левом алтаре костёла в Лагевниках. Хыла создал около 240 копий своего образа для различных церквей по всему миру. Он адаптировал фон каждой картины, изображая пейзаж той местности, где находился храм-заказчик. Его работы можно найти в Лондоне, Африке, США, Канаде и Австралии.
Несмотря на популярность, отец Сопоцько до конца не принял образ Хылы, считая эталонным вариант Казимировского. Тем не менее, благодаря простоте и доступности, образ Иисуса Милосердного Хылы стал широко известен, а его репродукции украшают храмы, дома и рабочие места по всему миру.

## Другие варианты Образа

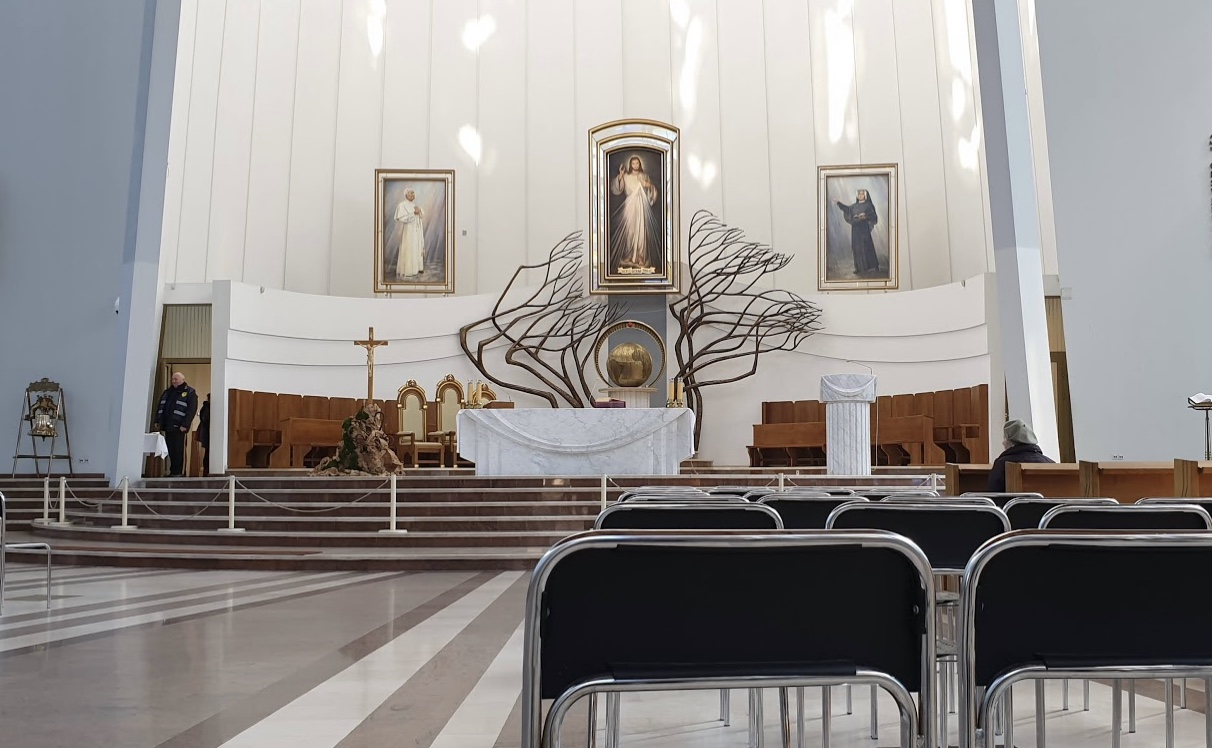
Санктуарий Божьего милосердия в Кракове-Лагевниках с Образом Иисуса Милосердной работы А.Хылы

Одним из значимых образов Иисуса Милосердного являлась икона, созданная художником Станиславом Батовским (1866–1946) для часовни Конгрегации Сестёр Божьей Матери Милосердия в Варшаве. Её особенностью был светящийся крестообразный нимб над головой Христа. Работа погибла во время Варшавского восстания в 1944 году. Батовский также написал икону для санктуария в Лагевниках, которая была доставлена в Краков. Однако она не пришлась по вкусу монахиням, и сейчас хранится в костёле Божьего Милосердия в Кракове.
Ещё один значимый образ принадлежит кисти Адама Стыка (1890–1959), известного польского художника, жившего в Нью-Йорке. В 1956 году Конгрегация Непорочного Зачатия Пресвятой Девы Марии в Стокбридже (США) заказала ему Образ Иисуса Милосердного. При работе над образом Стык консультировался с польскими теологами, в том числе с отцом Михаилом Сопоцько. Картина, завершённая в 1957 году, выполнена в технике масла на холсте (2,23 × 1,54 м). Несмотря на сходство с образом Евгения Казимировского, работа подверглась критике. Замечания касались изображения Христа с золотистыми волосами, что не соответствовало видениям святой Фаустины, а также игры светотени, вызывавшей вопросы у церковного сообщества.
К началу 1950-х годов в Польше распространилось множество вариантов образа Божьего Милосердия, не всегда соответствующих литургическим и догматическим нормам. Это вызвало озабоченность церковных властей, и в 1954 году епископ Францишек Барда объявил конкурс на создание нового канонического образа, победителем стал Людомир Слендзинский (1889–1980), известный польский художник-монументалист и педагог. В образе Слендзинского Христос изображён входящим через закрытую дверь: правая рука благословляет, а левая указывает на сердце, из которого исходят два луча — бледный и красный. При создании картины художник консультировался с отцом Михаилом Сопоцько. 5 октября 1954 года Главная комиссия епископата утвердила этот образ для официального поклонения в Польше.
В 1960 году отец Сопоцько передал картину епископу Збигневу Крашевскому, и с того времени она несколько раз меняла своё местоположение, находясь в различных храмах и епископских зданиях Варшавы. Лишь в 1993 году, после беатификации святой Фаустины, образ был помещён в костёл иезуитов в Калише, который в 1998 году стал первым в мире санктуарием Сердца Иисуса Милосердного.
В 1982 году американский художник Роберт Скемп (1910–1984) создал ещё один вариант образа «Иисус, уповаю на Тебя» по заказу Конгрегации Непорочного Зачатия Пресвятой Девы Марии. Эта работа отсылает к образу Слендзинского: Христос изображён на фоне двери, с ярким золотым нимбом, а из сердца исходят два луча. Симметричная композиция подчёркивает фигуру Иисуса в центре. Особенностью картины является отсутствие акцента на ране в сердце и детали одежды — их скрывает сияние лучей.
Этот образ был подарен Иоанну Павлу II во время его визита в США, после чего Папа передал его в Танзанию. Сегодня он, наряду с образом Хылы, популярен в Латинской Америке и на Филиппинах.

## Символика
На иконе изображён стоящий Иисус Христос, одетый в длинную белую тунику. 
Благословляя, Иисус Христос Своей левой рукой указывает на Своё пронзённое сердце, из которого исходят два луча, один из которых имеет красный цвет, символизирующий Его кровь, другой луч имеет белый цвет, символизирующий воду:
Эти два луча означают Кровь и Воду – бледный луч означает Воду, которая оправдывает души; красный луч означает Кровь, являющуюся жизнью душ… – Эти два луча вышли из глубины Моего Милосердия в тот момент, когда Моё умирающее Сердце было пронзено копьём на кресте.«Дневник, 229»